# حلزون سیاه اروپایی
حلزون سیاه اروپایی(نام علمی: Arion ater) نام یک گونه از سرده شکم‌پایان آریون است.